# Kamičić (Šolta)
Kamičić je hrid u Jadranskom moru, oko 2 km zapadno od Maslinice na otoku Šolti. 